# 阿博都巴哈圣殿
阿博都巴哈圣殿，是一間籌建中的巴哈伊信仰朝圣地，將用於安葬巴哈伊信仰核心人物之一阿博都巴哈的遗体，預定地點位于以色列。阿博都巴哈的遗体目前暂时安放于以色列海法的巴孛陵寝其中一间房间。
2019年4月20日，世界正义院宣布，建造阿博都巴哈圣殿的时间已经到来。2019年5月7日，世界正义院宣布侯赛因·阿马纳特为未来阿博都巴哈圣殿的设计师。

## 相關地點
在加拿大魁北克省的蒙特利尔，也有一处房屋，是阿博都巴哈在西方访问时候的停留之处。虽然阿博都巴哈在访问途中曾于多处停留，但在蒙特利尔的这座曾为马克斯韦尔居所的房屋是唯一一处官方认定的圣地。守基·阿芬第在1953年的一封信中，曾就此说到“这里应被视为国家级的圣殿，因为此处在敬爱的教长拜访蒙特利尔之时与其紧密相连”。这座房屋位于蒙特利尔Pine大街1548号。